# Финансовый сектор
Финансовый сектор (англ. financial sector) или сектор финансовых корпораций (англ. financial corporations sector) — все корпорации-резиденты, включая квазикорпорации, основной функцией которых является предоставление финансовых услуг, включая страхование и пенсионное обеспечение, другим институциональным единицам.
Финансовый сектор отличается от нефинансового сектора в связи с тем, что финансовые корпорации заняты, преимущественно, предоставлением финансовых услуг, включая финансовое посредничество, которые в значительной степени отличаются от других типов производственной деятельности. Финансовое посредничество может быть определено как вид деятельности, в процессе которой институциональная единица аккумулирует финансовые ресурсы путем принятия финансовых обязательств за собственный счет с целью направления привлеченных средств другим институциональным единицам путем кредитования или приобретения финансовых активов иным способом. Отличительными особенностями финансового посредничества являются:
- формирование финансовых обязательств для последующего кредитования;
- трансформация финансовых инструментов по срочности, процентной ставке, валюте, номиналу и другим характеристикам;
- принятие на себя финансовых рисков.

Среди ключевых признаков финансовой корпорации значатся раздельный учет финансовой деятельности, управление финансовыми рисками, преобладание финансовых услуг в совокупном производстве товаров и услуг институциональной единицы.
В финансовый сектор по классификации МВФ входят:
- депозитные корпорации
  - центральный банк,
  - прочие депозитные корпорации (банки)
  - фонды денежного рынка,
- прочие финансовые корпорации,
  - инвестиционные фонды (кроме фондов денежного рынка),
  - прочие финансовые посредники (кроме страховщиков и пенсионных фондов),
  - вспомогательные финансовые институты,
  - кэптивные финансовые институты и кредиторы,
  - страховые компании,
  - пенсионные фонды.

В России в финансовый сектор входят институциональные единицы, являющиеся поднадзорными организациями мегарегулятору в лице Банка России:
- кредитные организации;
  - банковские кредитные организации;
    - банки с универсальной лицензией;
    - банки с базовой лицензией;

  - небанковские кредитные организации;
- некредитные финансовые организации;
  - профессиональные участники рынка ценных бумаг;
  - управляющие компаний инвестиционного фонда, паевого инвестиционного фонда и негосударственного пенсионного фонда;
  - специализированные депозитарии инвестиционного фонда, паевого инвестиционного фонда и негосударственного пенсионного фонда;
  - акционерные инвестиционные фонды;
  - клиринговые организации;
  - центральные контрагенты;
  - организаторы торговли;
  - центральный депозитарий;
  - репозитарий;
  - страховые компании;
  - негосударственные пенсионные фонды;
  - микрофинансовые организации;
  - кредитные потребительские кооперативы;
  - жилищные накопительные кооперативы;
  - бюро кредитных историй;
  - актуарии;
  - кредитные рейтинговые агентства;
  - сельскохозяйственные кредитные потребительские кооперативы;
  - ломбарды.

Сектор, занимающийся финансовыми услугами, однако формально не входящий в финансовый сектор, считается «теневой» (параллельной) банковской системой. Крупнейшим подсектором теневой банковской системы выступают нерегулируемые инвестиционные фонды, который включают фонды денежного рынка и другие инвестиционные фонды (государственные и частные фонды). Вторым по размеру теневой системой является подсектор финансовых компаний. Из-за различий в законодательстве каждая юрисдикция самостоятельно определяет состав подсектора финансовых компаний. В частности, в Аргентине к ним относятся лизинговые и факторинговые компании, а также небанковские эмитенты кредитных карт, в Бразилии — лизинговые и микрофинансовые компании, компании ипотечного кредитования, небанковские эмитенты кредитных карт и т. д. В России среди крупнейших нерегулируемых финансовых рынков являются рынки лизинга и факторинга.